# Gnojewo (Pommeren)
Gnojewo is een plaats in het Poolse district  Malborski, woiwodschap Pommeren. De plaats maakt deel uit van de gemeente Miłoradz en telt 240 inwoners.